# バレンシア国際ピアノコンクール・イトゥルビ賞
バレンシア国際ピアノコンクール・イトゥルビ賞(Concurs Internacional de Piano Premi «Josep Iturbi»)は、スペイン・バレンシア州バレンシア県バレンシアで開催される国際ピアノコンクール。

## 歴史
名称はバレンシア出身のピアニストであるホセ・イトゥルビに因んでいる。ホセ・イトゥルビ国際ピアノコンクールとも呼ばれるが、同名のコンクールがアメリカ合衆国のロサンゼルスにあったため、混同を避けてこの名称に落ち着いている。ただし、ロサンゼルスで開催されていたホセ・イトゥルビ国際ピアノコンクールはすでに閉会した。
1981年に初開催され、1993年に国際音楽コンクール世界連盟に加盟した。1986年には熊谷恵美子が第2位、占部由美子が第3位となった。1994年には関敦子が第3位となった。 2013年には吉田友昭が日本人として初めて第1位となった。2021年には鈴木隆太郎が第3位となった。
2013年にはAAFにも加盟した。しかし、財政難と出場者数の伸び悩みに苦しみ、2021年の出場者数は14人、2023年の出場者数は18人であった。次回の開催は2025年である。

## 特色
バレンシア州の作曲家の委嘱作品を演奏することが義務付けられている。公式パンフレットもスペイン語、バレンシア語、英語の3ヶ国語で書かれている。予選は40分と60分が一回づつ。本選はベートーヴェンのピアノ協奏曲の一曲と指示されたピアノ協奏曲の一曲を演奏しなければならない。
スペイン人の優勝者選出に非常に厳しく、過去のスペイン人優勝者はホス・デ・ソラウン・ソト唯一人である。
スポンサーは河合楽器製作所である。

## 優勝者一覧
- 1981 - Elza Kolodin
- 1982 - 該当者なし
- 1983 - Patrick O'Byrne
- 1984 - Christian Beldi
- 1986 - Rowena Arrieta
- 1988 - Igor Kamenz
- 1990 - Aleksey Orlovetsky
- 1992 - 該当者なし
- 1994 - Miri Yampolsky
- 1996 - Uta Weyand
- 1998 - Duncan Gifford
- 2000 - Roman Zaslavsky
- 2002 - Maria Zisi [4]
- 2004 - Alexandre Moutouzkine
- 2006 -  Josu de Solaun Soto
- 2008 - Zhengyu Chen
- 2010 - Andrei Yaroshinsky
- 2013 -  吉田友昭
- 2015 - Luka Okros
- 2017 - Fatima Dzusova
- 2021 - 該当者なし
- 2023 - Elia Cecino